# Lijst van voetbalinterlands Costa Rica - Ecuador
Deze lijst van voetbalinterlands is een overzicht van alle officiële voetbalwedstrijden tussen de nationale teams van Costa Rica en Ecuador. De landen speelden tot op heden dertien keer tegen elkaar. De eerste ontmoeting, een vriendschappelijke wedstrijd, werd gespeeld in San José op 19 juni 1988. Het laatste duel, eveneens een vriendschappelijke wedstrijd, vond plaats op 20 juni 2023 in Chester (Verenigde Staten).

## Wedstrijden
| №  | Plaats    | Datum            | Competitie        | Wedstrijd            | Uitslag |
| -- | --------- | ---------------- | ----------------- | -------------------- | ------- |
| 1  | San José  | 19 juni 1988     | Vriendschappelijk | Costa Rica − Ecuador | 1 − 0   |
| 2  | San José  | 27 mei 1992      | Vriendschappelijk | Costa Rica – Ecuador | 2 – 1   |
| 3  | Guayaquil | 6 augustus 1992  | Vriendschappelijk | Ecuador – Costa Rica | 1 – 1   |
| 4  | Seoul     | 10 juni 1995     | Vriendschappelijk | Ecuador – Costa Rica | 2 – 1   |
| 5  | Cuenca    | 16 augustus 1996 | Vriendschappelijk | Ecuador – Costa Rica | 1 – 1   |
| 6  | San José  | 28 januari 1999  | Vriendschappelijk | Costa Rica – Ecuador | 0 – 0   |
| 7  | San José  | 16 oktober 2002  | Vriendschappelijk | Costa Rica – Ecuador | 1 – 1   |
| 8  | Quito     | 20 november 2002 | Vriendschappelijk | Ecuador – Costa Rica | 2 – 2   |
| 9  | Heredia   | 16 februari 2005 | Vriendschappelijk | Costa Rica – Ecuador | 1 – 2   |
| 10 | Hamburg   | 15 juni 2006     | WK 2006           | Ecuador – Costa Rica | 3 – 0   |
| 11 | San José  | 10 augustus 2011 | Vriendschappelijk | Costa Rica – Ecuador | 0 – 2   |
| 12 | Quito     | 6 september 2011 | Vriendschappelijk | Ecuador – Costa Rica | 4 – 0   |
| 13 | Chester   | 20 juni 2023     | Vriendschappelijk | Ecuador − Costa Rica | 3 − 1   |

## Samenvatting
| Competitie        | Totaal gespeeld | Winst Costa Rica | Gelijk | Winst Ecuador | Doelsaldo Costa Rica – Ecuador |
| ----------------- | --------------- | ---------------- | ------ | ------------- | ------------------------------ |
| WK-eindronde      | 1               | 0                | 0      | 1             | 0 − 3                          |
| Vriendschappelijk | 12              | 2                | 5      | 5             | 11 − 19                        |
| Totaal            | 13              | 2                | 5      | 6             | 11 − 22                        |

Wedstrijden bepaald door strafschoppen worden, in lijn met de FIFA, als een gelijkspel gerekend.

## Details

### Tweede ontmoeting
| Vriendschappelijk (San José, Costa Rica, 27 mei 1992):        |              | |
| Costa Rica                                                    | 2 – 1        | Ecuador |
| Luis Diego Arnáez 38' Mauricio Montero 44'                    | goals        | 89' Héctor Carabalí |
| Héctor Núñez                                                  | bondscoach   | Dušan Drašković |
|                                                               | opstellingen | Jacinto Espinoza 39' Alberto Montaño Luis Enrique Capurro Iván Hurtado Dannes Coronel José Fernando Guerrero Héctor Carabalí Nixon Carcelén Cléber Chalá Ángel Fernández Eduardo Hurtado |
|                                                               | wissels      | 39' Ronney Mantilla |
| - Debuut van Alberto Montaño en Ronney Mantilla voor Ecuador. |              | |

### Derde ontmoeting
| Vriendschappelijk (Guayaquil, Ecuador, 6 augustus 1992): |              | |
| Ecuador | 1 – 1        | Costa Rica |
| Byron Tenorio 65' | goals        | 19' Geovanny Jara |
| Dušan Drašković | bondscoach   | Héctor Núñez |
| Jacinto Espinoza Byron Tenorio Dannes Coronel Luis Capurro Raúl Noriega Héctor Carabalí Ivo Ron 63' José Gavica 63' Nixon Carcelén 63' Ángel Fernández Carlos Muñoz 76' | opstellingen | Paul Mayorga Austín Berry José Martín Jiménez Rónald González Vladimir Quesada 73' Juan Carlos Arguedas 84' Miguel Davis Óscar Ramírez 73' Richard Smith 73' Claudio Jara 59' Fárlen Ilama |
| Raúl Avilés 63' Iván Hurtado 63' Oswaldo de la Cruz 63' Máximo Tenorio 76'                                                                                              | wissels      | 59' Ricardo Chacón 73' Luis Diego Arnáez 73' Javier Astúa 84' Benjamín Mayorga |

### Vierde ontmoeting
| Vriendschappelijk (Seoul, Zuid-Korea, 10 juni 1995):                                 |       |                        |
| Ecuador                                                                              | 2 – 1 | Costa Rica             |
| Eduardo Hurtado 37' Energio Díaz 57'                                                 | goals | 76' Alexander Madrigal |
| - Laatste interland van Enrique Verduga (12de) en José Guerrero (10de) voor Ecuador. |       |                        |

### Vijfde ontmoeting
| Vriendschappelijk (Cuenca, Ecuador, 16 augustus 1996): |       |                    |
| Ecuador                                                | 1 – 1 | Costa Rica         |
| Ángel Fernández 18'                                    | goals | 65' Gilbert Solano |

### Zesde ontmoeting
| Vriendschappelijk (San José, Costa Rica, 28 januari 1999): |       |         |
| Costa Rica                                                 | 0 – 0 | Ecuador |
|                                                            | goals |         |

### Zevende ontmoeting
| Vriendschappelijk (San José, Costa Rica, 16 oktober 2002):                                                    |       |                    |
| Costa Rica | 1 – 1 | Ecuador            |
| Steven Bryce 53'                                                                                              | goals | 82' Carlos Tenorio |
| - Invaller Luis Capurro (41) van Ecuador speelt zijn 98ste interland; debuut van Franklin Salas voor Ecuador. |       |                    |

### Achtste ontmoeting
| Vriendschappelijk (Quito, Ecuador, 20 november 2002): |              | |
| Ecuador | 2 – 2        | Costa Rica |
| Álex Aguinaga 75' (pen.) Iván Kaviedes 85' | goals        | 29' Pablo Chinchilla 45' Andy Herrón |
| Hernán Darío Gómez | bondscoach   | Rodrigo Kenton |
| Oswaldo Ibarra Augusto Poroso Iván Hurtado Raúl Guerrón 53' Ulises de la Cruz Álex Aguinaga Cléber Chalá Edwin Tenorio 71' Marlon Ayoví Iván Kaviedes Nicolás Asencio 71' | opstellingen | Ricardo González Jervis Drummond Luis Marín Pablo Chinchilla Víctor Cordero 89' Carlos Castro 78' Jafet Soto Rodrigo Cordero Steven Bryce 65' Andy Herrón 88' David Diach |
| Carlos Tenorio 53' Walter Ayoví 71' Wellington Sánchez 71' | wissels      | 65' Athim Rooper 78' Julio Víquez 88' Douglas Sequeira 89' Leonardo González                                                                                              |
| - Honderdste interland van aanvoerder Álex Aguinaga (Ecuador). |              | |

### Negende ontmoeting
| Vriendschappelijk (Heredia, Costa Rica, 16 februari 2005): |       |                                          |
| Costa Rica                                                 | 1 – 2 | Ecuador                                  |
| Ever Alfaro 46'                                            | goals | 61' (pen.) Marlon Ayoví 87' Jorge Guagua |

### Tiende ontmoeting
| WK 2006 (Hamburg, Duitsland, 15 juni 2006): |              | |
| Ecuador | 3 – 0        | Costa Rica |
| Carlos Tenorio 8' Agustín Delgado 54' Iván Kaviedes 90+2' | goals        | |
| Luis Fernando Suárez | bondscoach   | Alexandre Guimarães |
| Cristian Mora Iván Hurtado Ulises de la Cruz Edison Mendez Agustín Delgado Segundo Castillo Luis Valencia 73' Giovanny Espinoza 69' Neicer Reasco Edwin Tenorio Carlos Tenorio 46' | opstellingen | José Porras Luis Marin Michael Umaña 29' Danny Fonseca Mauricio Solis Paulo Wanchope 84' Walter Centeno Rónald Gómez 56' Leonardo Gonzalez Harold Wallace Douglas Sequeira |
| Iván Kaviedes 46' Jorge Guagua 69' Patricio Urrutia 73' | wissels      | 29' Alvaro Saborio 56' Carlos Hernández 84' Kurt Bernard |
| Segundo Castillo 44' Ulises de la Cruz 54' Cristian Mora 60' | gele kaarten | 10' Luis Marin 28' Mauricio Solis |

### Elfde ontmoeting
| Vriendschappelijk (San José, Costa Rica, 10 augustus 2011): |              | |
| Costa Rica | 0 – 2        | Ecuador |
| | goals        | 53' Christian Suárez 66' Edison Méndez |
| Ricardo La Volpe | bondscoach   | Reinaldo Rueda |
| Donny Grant José Salvatierra 46' Porfirio López 73' Bryan Oviedo Heiner Mora Pedro Leal 46' Óscar Duarte Johnny Acosta José Cubero 71' Marcos Ureña 71' Bryan Ruiz 61' | opstellingen | Máximo Banguera Eduardo Morante Frickson Erazo 59' Luis Saritama 46' David Quiroz Oswaldo Minda Walter Ayoví 79' Christian Suárez Juan Carlos Paredes 68' Cristian Benítez 58' Jaime Ayoví |
| Allen Guevara 46' César Elizondo 46' Randall Brenes 61' César Elizondo 46' Jonathan McDonald 71' Luis Valle 71' Kevin Fajardo 73'                                      | wissels      | 46' Segundo Castillo 58' Edison Méndez 59' Gabriel Achilier 68' Félix Borja 79' Felipe Caicedo                                                                                             |
| Kevin Fajardo 78' | gele kaarten | 72' Juan Carlos Paredes |
| - Debuut van Jonathan McDonald voor Costa Rica. |              | |

### Twaalfde ontmoeting
| Vriendschappelijk (Quito, Ecuador, 6 september 2011): |              | |
| Ecuador | 4 – 0        | Costa Rica |
| Christian Suárez 21' Jaime Ayoví 29' Segundo Castillo 59' Cristian Benítez 75' | goals        | |
| Reinaldo Rueda | bondscoach   | Rónald González |
| Adrián Bone Frickson Erazo Gabriel Achilier Luis Saritama 83' Segundo Castillo Alex Bolaños 68' Walter Ayoví 81' Christian Suárez 73' Juan Carlos Paredes Cristian Benítez 87' Jaime Ayoví 80' | opstellingen | Keylor Navas Michael Umaña 15' Roy Miller Johnny Acosta 66' Kareem McLean Randall Azofeifa 54' Rodney Wallace Carlos Johnson 61' Daniel Colindres 81' Michael Barrantes 88' Winston Parks |
| David Quiroz 68' Edison Méndez 73' Iván Kaviedes 80' Diego Calderón 81' Brayan De la Torre 83' Agustín Delgado 87'                                                                             | wissels      | 15' Christopher Meneses 54' Álvaro Sánchez 66' David Guzmán 81' José Mena 81' Allen Guevara 88' Josué Martínez                                                                            |
| Alex Bolaños 53' | gele kaarten | 64' Christopher Meneses |
| | rode kaarten | 69' David Guzmán |

FEDEFUTBOL · A-internationals · Selecties · Bondscoaches · Costa Ricaans vrouwenelftal · Costa Rica U21 · Costa Rica U20 · Costa Rica U19 · Costa Rica U18 · Costa Rica U17
1920 – 1949 ·
1950 – 1969 ·
1970 – 1979 ·
1980 – 1989 ·
1990 – 1999 ·
2000 – 2009 ·
2010 – 2019 ·
2020 − 2029
Copa América 1997 · 
Copa América 2001 · 
Copa América 2004 · 
Copa América 2011 · 
Copa América 2016
WK 1990 · 
WK 2002 · 
WK 2006 · 
WK 2014 · 
WK 2018
OS 1980 · 
OS 1984 · 
OS 2004
1921 · 
1922–1929 · 
1930 · 
1931–1934 · 
1935 · 
1936–1937 · 
1938 · 
1939 · 
1940 · 
1941 · 
1942 · 
1943 · 
1944–1945 · 
1946 · 
1947 · 
1948 · 
1949 · 
1950 · 
1951 · 
1952 · 
1953 · 
1954 · 
1955 · 
1956 · 
1957 · 
1958 · 
1959 · 
1960 · 
1961 · 
1962 · 
1963 · 
1964 · 
1965 · 
1966 · 
1967 · 
1968 · 
1969 · 
1970 · 
1971 · 
1972 · 
1973 · 
1974–1975 · 
1976 · 
1977–1978 · 
1979 · 
1980 · 
1981–1982 · 
1983 · 
1984 · 
1985 · 
1986 · 
1987 · 
1988 · 
1989 · 
1990 · 
1991 · 
1992 · 
1993 · 
1994 · 
1995 · 
1996 · 
1997 · 
1998 · 
1999 · 
2000 · 
2001 · 
2002 · 
2003 · 
2004 · 
2005 · 
2006 · 
2007 · 
2008 · 
2009 · 
2010 · 
2011 · 
2012 · 
2013 · 
2014 · 
2015 · 
2016 · 
2017 ·
2018 ·
2019 ·
2020 ·
2021 ·
2022 ·
2023 ·
2024
Argentinië ·
Aruba ·
Australië ·
Barbados ·
België ·
Belize ·
Bermuda ·
Bolivia ·
Bosnië en Herzegovina ·
Brazilië ·
Canada ·
Chili ·
China ·
Colombia ·
Cuba ·
Curaçao ·
Dominicaanse Republiek ·
Duitsland ·
Ecuador ·
El Salvador ·
Engeland ·
Finland ·
Frankrijk ·
Grenada ·
Griekenland ·
Guatemala ·
Guyana ·
Haïti ·
Honduras ·
Hongarije ·
Ierland ·
Iran ·
Italië ·
Jamaica ·
Japan ·
Joegoslavië ·
Kameroen ·
Marokko ·
Mexico ·
Nederland ·
Nederlandse Antillen ·
Nicaragua ·
Nieuw-Zeeland ·
Nigeria ·
Noord-Ierland ·
Noorwegen ·
Oekraïne ·
Oezbekistan ·
Oman ·
Oostenrijk ·
Panama ·
Paraguay ·
Peru ·
Polen ·
Puerto Rico ·
Qatar ·
Rusland ·
Saint Kitts en Nevis ·
Saint Vincent en de Grenadines ·
Saoedi-Arabië ·
Schotland ·
Servië ·
Slowakije ·
Sovjet-Unie ·
Spanje ·
Suriname ·
Trinidad en Tobago ·
Tsjechië ·
Tsjecho-Slowakije ·
Tunesië ·
Turkije ·
Uruguay ·
Venezuela ·
Verenigde Arabische Emiraten ·
Verenigde Staten ·
Wales ·
Zuid-Afrika ·
Zuid-Korea ·
Zweden ·
Zwitserland
Brazilië (2018) ·
China (2002) · 
Duitsland (2006) · 
Ecuador (2006) · 
Engeland (2014) · 
Griekenland (2014) · 
Italië (2014) ·
Nederland (2014) · 
Polen (2006) · 
Servië (2018) ·
Spanje (2022) ·
Turkije (2002) · 
Uruguay (2014) ·
Zwitserland (2018)
FEF · A-internationals · Bondscoaches · Selecties · Statistieken · Ecuadoraans vrouwenelftal · Olympisch elftal · Ecuador U21 · Ecuador U20 · Ecuador U18 · Ecuador U17
1938 – 1949 ·
1950 – 1959 ·
1960 – 1969 ·
1970 – 1979 ·
1980 – 1989 ·
1990 – 1999 ·
2000 – 2009 ·
2010 – 2019 ·
2020 − 2029
WK 2002 · 
WK 2006 · 
WK 2014
1938 · 
1939 · 
1940 · 
1941 · 
1942 · 
1943 · 1944 · 
1945 · 
1946 · 
1947 · 
1948 · 
1949 · 
1950 · 1951 · 1952 · 
1953 · 
1954 · 
1955 · 
1956 · 
1957 · 
1958 · 
1959 · 
1960 · 
1961 · 1962 · 
1963 · 
1964 · 
1965 · 
1966 · 
1967 · 1968 · 
1969 · 
1970 · 
1971 · 
1972 · 
1973 · 
1974 · 
1975 · 
1976 · 
1977 · 
1978 · 
1979 · 
1980 · 
1981 · 
1982 · 
1983 · 
1984 · 
1985 · 
1986 · 
1987 · 
1988 · 
1989 · 
1990 · 
1991 · 
1992 · 
1993 · 
1994 · 
1995 · 
1996 · 
1997 · 
1998 · 
1999 · 
2000 · 
2001 · 
2002 · 
2003 · 
2004 · 
2005 · 
2006 · 
2007 · 
2008 · 
2009 · 
2010 · 
2011 · 
2012 · 
2013 · 
2014 · 
2015 · 
2016 · 
2017 ·
2018 ·
2019 ·
2020 ·
2021 ·
2022
Argentinië ·
Armenië ·
Australië ·
Bolivia · 
Brazilië ·
Bulgarije ·
Canada ·
Chili ·
Colombia ·
Costa Rica ·
Cuba ·
Denemarken ·
DDR ·
Duitsland ·
El Salvador ·
Engeland ·
Estland ·
Finland ·
Frankrijk ·
Griekenland ·
Guatemala ·
Haïti ·
Honduras ·
Ierland ·
Irak ·
Iran ·
Italië ·
Jamaica ·
Japan ·
Joegoslavië ·
Jordanië ·
Kaapverdië ·
Koeweit ·
Kroatië · 
Libanon ·
Mexico ·
Nederland ·
Nigeria ·
Noord-Macedonië ·
Oeganda ·
Oman ·
Panama ·
Paraguay ·
Peru ·
Polen ·
Portugal ·
Qatar ·
Roemenië ·
Saoedi-Arabië ·
Schotland ·
Senegal ·
Spanje ·
Trinidad en Tobago ·
Turkije · 
Uruguay ·
Venezuela ·
Verenigde Staten ·
Wit-Rusland ·
Zambia ·
Zuid-Afrika ·
Zuid-Korea ·
Zweden ·
Zwitserland
Costa Rica (2006) · 
Duitsland (2006) · 
Engeland (2006) · 
Frankrijk (2014) · 
Honduras (2014) · 
Nederland (2022) · 
Polen (2006) · 
Qatar (2022) · 
Zwitserland (2014)